# Kōnan, Niigata
Kōnan (江南区 Kōnan-ku) là quận thuộc thành phố Niigata, tỉnh Niigata, Nhật Bản. Tính đến ngày 1 tháng 10 năm 2020, dân số ước tính của quận là 67.942 người và mật độ dân số là 900 người/km2. Tổng diện tích của quận là 75,42 km2.

## Địa lý

### Đô thị lân cận
- Niigata
  - Niigata
    - Kita, Niigata
    - Higashi, Niigata
    - Chūō, Niigata
    - Akiha, Niigata
    - Minami, Niigata
    - Nishi, Niigata

  - Agano